# Oficina de correos de los Estados Unidos: Port Townsend Main
Oficina de correos de los Estados Unidos: Port Townsend Main es un edificio románico de Richardson que se completó en 1893 en un acantilado sobre el paseo marítimo de Port Townsend. Estaba destinado a servir como un edificio federal que incluiría una aduana que sirviera al papel incipiente de Port Townsend en el comercio mundial. Se informó localmente que era un edificio muy bueno para el Noroeste, e incluso de hecho que "'en realidad, considerando el tamaño, no hay nada mejor en los Estados Unidos'".  Pero cuando se completó hubo una decepción más profunda en Port Townsend porque la ciudad no se convirtió en el centro comercial que esperaba convertirse.
Los arquitectos ME Bell y WJ Edbrooke están asociados en funciones de diseño y/o supervisión. Fue incluido en el Registro Nacional de Lugares Históricos de EEUU en 1991. 
El Congreso de los Estados Unidos asignó $9,000 para comprar su tierra en marzo de 1885. La construcción de su sótano comenzó en 1889. Fue terminado en febrero de 1893. Este período abarcó el tiempo durante el cual Port Townsend esperaba vencer a Tacoma y Seattle para convertirse en la principal ciudad portuaria del Puget Sound.  La construcción de esta aduana fue parte de la consecución de ese objetivo. Sin embargo, las esperanzas se desvanecieron, y un revés importante fue el fracaso en noviembre de 1890 de la financiación bancaria de la construcción de un ferrocarril desde Portland a Port Townsend.